# Oslo Sentralstasjon

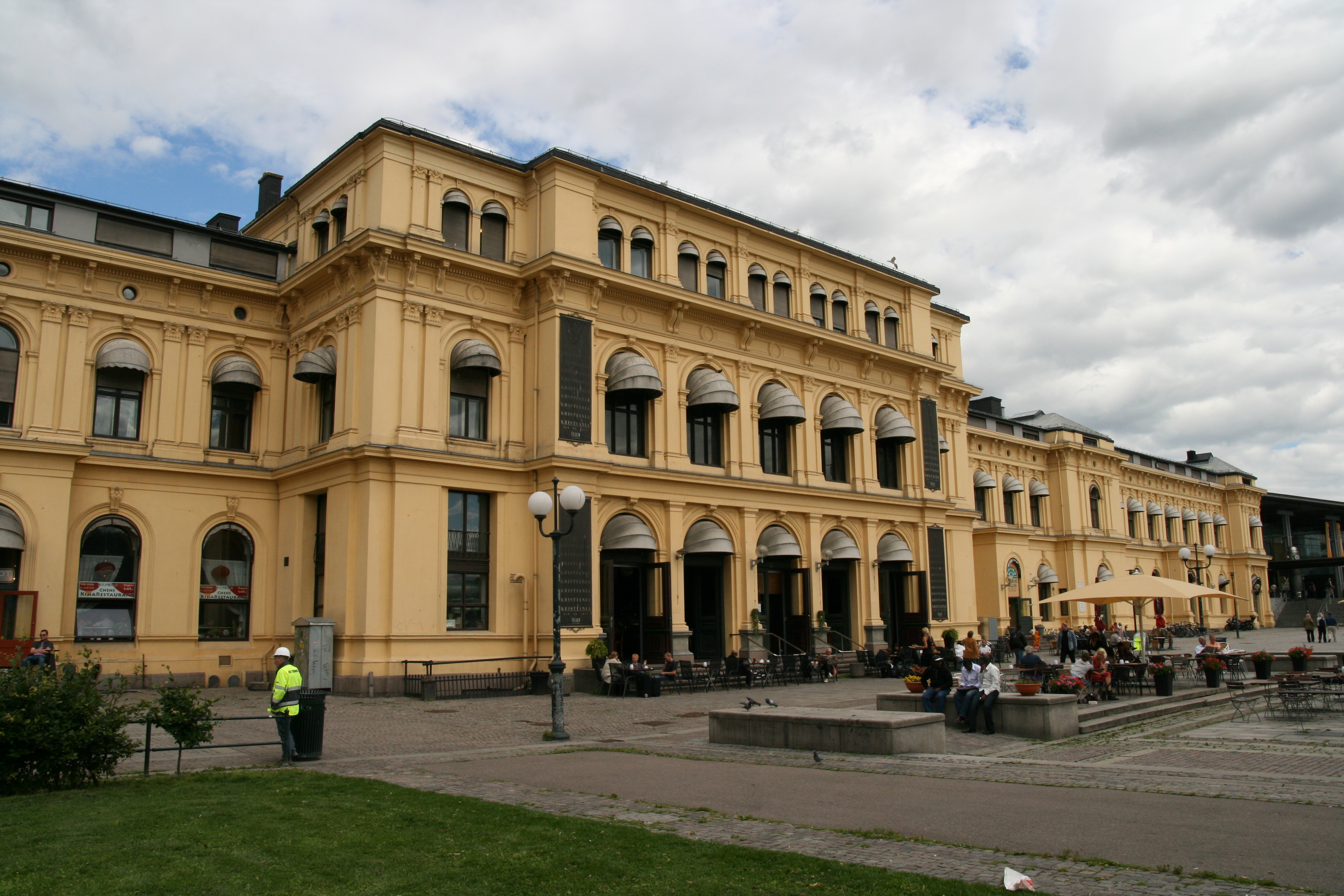
Stare Oslo Ø zamieniono w centrum handlowe, ale jest to wciąż część stacji

Oslo Sentralstasjon (w skrócie Oslo S) – główna stacja kolejowa w Oslo, centralny i największy dworzec kolejowy w Norwegii.

## Położenie
Stacja mieści się w Oslo w dzielnicy Sentrum, do stacji dojeżdżają pociągi metra linii:
- 1 Frognerseteren – Helsfyr – Ellingsrudåsen
- 2 Østerås – Ellingsrudåsen
- 3 Sognsvann – Mortensrud
- 4 Bergkrystallen – Ringen
- 5 Storo – Vestli
- 6 Bekkestua – Ringen

a także tramwaje linii: 11 Majorstuen – Kjelsås, 12 Majorstuen – Torshov – Kjelsås, 13 Bekkestua – Torshov – Grefsen Stasjon, 17 Rikshospitalet – Sinsen – Grefsen Stasjon, 18 Rikshospitalet – Holtet – Ljabru, 19 Majorstuen – Ljabru.

## Ruch dalekobieżny
Rozpoczynają się tu linie Drammenbanen, Gardermobanen, Gjøvikbanen, Hovedbanen i Østfoldbanen. Stacja obsługuje większość miejscowości w Norwegii, a ponadto połączenia międzynarodowe ze Szwecją i Danią.

## Ruch lokalny
Stacja obsługuje połączenia SKM do Drammen, Spikkestad, Gjøvik, Mysen, Ski, Moss, Kongsvinger, Dal i Eidsvoll.
| Początkowa | Poprzednia       | Numer | Następna   | Końcowa    |
| ---------- | ---------------- | ----- | ---------- | ---------- |
| Drammen    | Nationaltheatret | 400   | Bryn       | Lillestrøm |
| Drammen    | Nationaltheatret | 440   | Lillestrøm | Dal        |
| Kongsberg  | Nationaltheatret | 450   | Lillestrøm | Eidsvoll   |
| Skøyen     | Nationaltheatret | 460   | Lillestrøm | Lillestrøm |
| Skøyen     | Nationaltheatret | 500   | Nordstrand | Ski        |
| Spikkestad | Nationaltheatret | 550   | Kolbotn    | Moss       |
| Spikkestad | Nationaltheatret | 560   | Holmlia    | Rakkestad  |

- Pociągi linii 300 odjeżdżają co pół godziny; część pociągów nie zatrzymuje się na wszystkich stacjach[3].

- Pociągi linii 400 odjeżdżają co pół godziny; na odcinku między Asker a Lysaker jadą trasą Drammenbanen a między Oslo Sentralstasjon a Lillestrøm jadą trasą Hovedbanen[4].

- Pociągi linii 440 odjeżdżają co godzinę; od Asker jadą trasą Askerbanen a między Oslo a Lillestrøm jadą trasą Gardermobanen[5].

- Pociągi linii 450 odjeżdżają co godzinę; od Asker jadą trasą Askerbanen a między Oslo a Lillestrøm jadą trasą Gardermobanen[6].

- Pociągi linii 460 odjeżdżają co pół godziny w szczycie i co godzinę poza godzinami szczytu; między Oslo a Lillestrøm pociągi jadą trasą Gardermobanen[7].

- Pociągi linii 500 odjeżdżają co pół godziny; część pociągów w godzinach poza szczytem nie zatrzymuje się na wszystkich stacjach[8].

- Pociągi linii 550 odjeżdżają co pół godziny w szczycie i co godzinę poza szczytem; od Asker jadą trasą Askerbanen[9].

- Pociągi linii 560 odjeżdżają co godzinę. Na trasie do Ski pociągi nie zatrzymują się[10].

## Obsługa pasażerów
Kasa biletowa, 17 automatów biletowych, 36 kasowników, poczekalnie, telefon publiczny, ułatwienia dla niepełnosprawnych, windy peronowe, wózki bagażowe, parking krótkoterminowy, parking rowerowy, kiosk, bary, restauracje, automaty z żywnością, automatyczne skrytki bagażowe, przystanek autobusowy, postój taksówek, hotel. Lotnisko oddalone o 20 minut. Dworzec nieczynny w nocy.

## Historia
Pierwsza linia kolejowa wychodząca z Kristianii (dziś Oslo), Hovedbanen do Eidsvoll została otwarta w roku 1854. W 1852 rozpisano konkurs na budynek stacji a wygrał go budynek wzorowany na stacji w Liverpoolu. W roku 1872 otwarto drugą stację dla obsługi linii Drammenbanen, oddaloną o 2 km od pierwszej. Zostały połączone torem w roku 1907. Obie stacje nie wytrzymywały natłoku pasażerów. W 1938 roku powołano komitet mający zdecydować o budowie jednej stacji w Oslo. Komitet zaproponował budowę tunelu w mieście. Plany zmieniono podczas II wojny światowej. Marionetkowy rząd Quislinga zdecydował, że dotychczasowe dworce zostaną rozebrane a zostanie wybudowana nowa stacja w Tøyen dla obsługi połączeń dalekobieżnych a połączenia lokalne będą obsługiwane przez autobusy. Komitet i dyrekcja Norges Statsbaner plany odrzuciły. Po wojnie, po 20 latach odrzucania kolejnych projektów przez Storting, dopiero w 1962 roku zaakceptowano plan stworzenia jednego dworca. Oficjalnie został otwarty w roku 1987 w obecności króla Olafa. Dworzec zachodni zamknięto, a obecnie działa tam centrum edukacyjne Pokojowej Nagrody Nobla.